# 松本衣デザイン専門学校
松本衣デザイン専門学校（まつもといデザインせんもんがっこう）は、長野県松本市に存在したアパレル系の専門学校。経営母体は公益財団法人青葉。
松本市街地の公園に巨大テントを張って会場とした『衣コレクション』や、学生が運営するショップ『［i］design club shop』が有名であった。呼称は「衣デザイン」又は「松衣」。

## 学科

### ファッションビジネス科
ファッションアドバイザーやバイヤーを養成する学科
- ファッション販売コース（2年制　卒業資格：専門士）
- ファッション販売コース（3年制夜間　卒業資格：専門士）

### ファッションテクニカル科
縫製士やパタンナー、ファッションデザイナーを養成する学科
- ファッションテクニカルコース（3年制　卒業資格：専門士）
- テクニカルMDコース（4年制　卒業資格：高度専門士）

## 沿革
- 1937年4月 - 中華民国奉天市青葉町において青葉洋裁研究所創設
- 1938年 - 天津市日本租界蓬来街に移転
- 1946年 - 敗戦により研究所を閉鎖、帰国
- 1946年 - 松本市若松町において研究所を再開、以後校舎を再三移転
- 1951年 - 長野県知事の認可を得て青葉洋裁学院と改称
- 1955年 - 文部省認可の財団法人となる
- 1966年 - 創立30周年事業として校舎前面の増改築を行う
- 1976.年 - 専修学校設置許可を受け校名を青葉洋裁専門学校とする（青葉洋裁学院（各種学校）併設）
- 1989年 - 松本衣デザイン専門学校と名称変更
- 1993年 - イタリア・ミラノ・セコリ校と国際姉妹校提携
- 2006年 - テクニカルMDコース（4年制）新設
- 2007.年 - 第一回衣コレクション開催
- 2012年 - 現在地へ移転
- 2013年 - 公益財団法人認定
- 2021年3月 - 廃校

## 特色
少人数制の学校で、学生や講師も、ひとり対ひとりの人間として付き合うことを大切にしている。常に世界の流れを意識し、毎年数人の学生をヨーロッパへ留学生させていた。